# أفرو اندوفر
أفرو اندوفر (بالإنجليزية: Avro Andover)‏ هي طائرة نقل عسكري أنتجت في عقد 1920 ببريطانيا. من صناعة أفرو والتي بنتها لصالح سلاح الجو الملكي. كانت تستخدم بشكل أساسي من قبل سلاح الجو الملكي. صنع منها أربع طائرات، في نسختين. ثلاث طائرات من نوع 561، استخدمت كطائرة إسعاف جوي، وطائرة وحيدة من نوع 563 لنقل الركاب وبسعة 12 مقعدا.

## المستخدمون
- سلاح الجو الملكي
- الخطوط الجوية الإمبراطورية